# Callopistria postpallida
Callopistria postpallida är en fjärilsart som beskrevs av Louis Beethoven Prout 1928. Callopistria postpallida ingår i släktet Callopistria och familjen nattflyn. Inga underarter finns listade i Catalogue of Life.